# سليمان (قلعة خواجة)
سليمان (بالفارسية: سلیمان) هي منطقة سكنية تقع في إيران في قسم قلعة خواجة الريفي. يقدر عدد سكانها بـ 32 نسمة بحسب إحصاء 2016.